# Нортон (Зимбабве)
Нортон (англ. Norton) — город на севере центральной части Зимбабве, на территории провинции Западный Машоналенд.

## География
Расположен примерно в 40 км к западу от столицы страны, города Хараре. Абсолютная высота — 1361 метр над уровнем моря.

## Население
По данным на 2013 год численность населения составляет 78 515 человек.
Динамика численности населения города по годам:
| 1982   | 1992   | 2002   | 2013   |
| ------ | ------ | ------ | ------ |
| 12 400 | 20 405 | 44 054 | 78 515 |

## Экономика и транспорт
В Нортоне имеется крупный ЦБК. В районе города выращиваются маис, пшеница и табак; имеет место животноводство.
Через Нортон проходит главная автомобильная дорога, соединяющая Хараре и Булавайо, а также железная дорога между этими двумя городами.